# Cerodirphia avenata
Cerodirphia avenata är en fjärilsart som beskrevs av Max Wilhelm Karl Draudt 1930. Cerodirphia avenata ingår i släktet Cerodirphia och familjen påfågelsspinnare. Inga underarter finns listade i Catalogue of Life.